# تابواديلا
بلدية تابواديلا (بالإسبانية: Taboadela) هي بلدية تقع في مقاطعة أورينسي التابعة لمنطقة غاليسيا شمال غرب إسبانيا.

## الديموغرافيا
بلغ عدد سكان بلدية تابواديلا 1.652 نسمة عام 2011 (وفقاً للمعهد الوطني للإحصاء الإسباني).
| 1.756 | 1.716 | 1.744 | 1.690 | 1.680 | 1.697 | 1.652 |